# Трапезников, Александр Константинович
Александр Константинович Трапезников (родился 23 августа 1821 года, Иркутск, Российская империя — умер 4 июля 1895 года, Москва, Российская империя) — иркутский купец 1-й гильдии, предприниматель,  коммерции советник. Дважды гласный Иркутской городской думы. Потомственный почётный гражданин.

## Биография
Александр Константинович Трапезников родился 23 августа 1821 года. Он был старшим ребёнком в семье иркутского купца 1-й гильдии. Его отцом был Константин Петрович Трапезников (1790 — 15 января 1860), матерью — Екатерина Лаврентьевна (1796 — 22 февраля 1830).
Александр Трапезников пошёл по стопам отца и стал купцом 1-й гильдии, потомственным почётным гражданином, коммерции советником, крупным землевладельцем, золотопромышленником и хозяином многотысячного состояния.
В начале 1860-х годов Александр Константинович уехал в Москву, где решил остаться на постоянное жительство. Там он развил свою коммерческую деятельность: учредил и управлял «Торговым домом А. Трапезников и К», обладал большим капиталом, который он в большей части жертвовал на своё дело, в золотопромышленность и продажу чая. В 1865 году совместно с другим предпринимателем открыл «Прибрежно-Витимское золотопромышленное товарищество» и был компаньоном. С 1878 г. владел чугунолитейным заводом в Тюмени; этот завод специализировался на производстве «пароходных и других машин». В 1870-х годах работал над перевозкой товаров в Европу из Сибири через Карское и Белое море. Участник Общества для содействия торговому мореходству в России. В 1877 и 1876 году вместе с графами А. М. Сибиряковым, И. В. Чернядевым, В. Н. Собашниковым и А. Е. Комаровским спонсировал 2 экспедиции в местность реки Обь. Итоги путешествия были собраны в одну книгу.
В 1872 году соучредил акционерное страховое общество «Якорь». С 1870 по 1880 год входил в состав Московского биржевого общества, был участником Совета Московского торг. банка. В 1885 году в Москве состоялся большой праздник, на котором отмечался 25-летний юбилей предпринимательской деятельности Трапезникова Александра Константиновича.
С 1885 по 1895 был гласным городской думы Иркутска, а позже стал доверенным представителем интересов думы в Москве.
Александр Трапезников также проявлял большой интерес к благотворительности. Он участвовал в оказании помощи нуждающимся учащимся Сибири, был членом иркутского благотворительного общества. Одно из самых крупных вкладов — пожертвования в 1867 году на постройку часовни Спасителя в честь чудесного избавления государя Императора от опасностей 4 апреля 1866 года. Он потратил 3000 рублей в 1868 году на обеспечение монастырей, в 1871 г. детского сада, выделял деньги на помощь жителям Иркутска. В 1880 году пожертвовал 110 тысяч рублей на постройку Томского университета.
За свои заслуги в 1885 г. получил Орден Святой Анны 2-й степени.
С 1883 года входил в попечительский совет Александровского коммерческого училища, которое было основано Московским биржевым обществом, собственно, где Трапезников раньше и работал.
А. К. Трапезников интересовался своим родом, потому в 1873 году издал родословную «по датам, хранящимся в московском архиве Министерства юстиции» — «Иркутск. Материалы по истории города XVII и XVIII вв». Книга была составлена И. Н. Николаевым.
По решению городском думы Иркутска 17 октября 1885 года получил звание почётного гражданина города. Некоторые члены думы были против, поэтому было решено назвать причины в «общих» чертах: «полезность» деятельности в качестве предпринимателя для Сибири, а также большое участие в благотворительности.
Умер в Москве в 1895 году.